# Appelez-moi Madame
Pour plus de détails, voir Fiche technique et Distribution.
Appelez-moi Madame (titre original : Call Me Madam) est un film américain réalisé par Walter Lang, sorti en 1953.

## Synopsis
Sally Adams, Une riche mondaine de Washington, a des relations politiques et est nommée ambassadrice des États-Unis dans le petit pays de Lichtenburg, bien que rien dans son passé ne la qualifie pour ce poste. Un jeune journaliste, Kenneth Gibson, la persuade de le laisser l'accompagner comme attaché de presse.
Dans le duché de Lichtenburg, l'arrivée de l'ambassadrice ne plaît pas à certains, en particulier au chargé d'affaires Pemberton Maxwell, qui est agacé par son insistance à lui demander de  l'appeler Madame. On apprend plus tard que le Lichtenburg traverse une crise grave car la princesse Maria, nièce du grand-duc Ott et de la grande-duchesse Sophie, est sur le point de se marier avec Hugo, un prince d'un pays voisin. Le problème est qu'on ne dispose pas de la dot suffisante pour équilibrer leur union.
Connaissant son penchant pour l'aide étrangère, Sally est approchée par le premier ministre Sebastian pour demander à son ami le président Truman un prêt de 100 millions de dollars, à la consternation du ministre des affaires étrangères de Lichtenburg, le général Constantine. Ce dernier souhaite en effet que son pays soit indépendant et autonome de toute ingérence étrangère. Tandis que Sally se sent attirée par Constantine, Kenneth est attiré par la princesse Maria, qui le trouve également charmant.
Sally finit par être rappelée aux USA pour ingérence dans le mariage royal. Lors d'une soirée, elle est ravie d'apprendre que Constantine fait partie des invités mais est déçue d'apprendre qu'il a amené une compagne. Cependant, tout se termine bien lorsque sa compagne s'avère être Maria, qui est prête à épouser Kenneth et à renoncer à son titre royal. L'avenir de Sally avec Constantin semble également assuré.

## Fiche technique
- Titre original : Call Me Madam
- Réalisation : Walter Lang
- Scénario : Arthur Sheekman, d'après la comédie musicale de Russel Crouse et Howard Lindsay
- Photographie : Leon Shamroy
- Musique et Lyriques : Irving Berlin
- Direction musicale :  Alfred Newman
- Chorégraphie : Robert Alton
- Montage : Robert L. Simpson
- Décors : Lyle R. Wheeler et Walter M. Scott
- Direction artistique : John DeCuir
- Costumes : Irene Sharaff
- Son : Bernard Freericks et Roger Heman
- Producteur : Sol C. Siegel
- Durée : 114 minutes
- Dates de sortie :

## Distribution
- Ethel Merman : Sally Adams
- Donald O'Connor : Kenneth Gibson
- Vera-Ellen : la princesse Maria (doublée pour le chant par Carol Richards)
- George Sanders : Général Cosmo Constantine
- Billy De Wolfe : Pemberton Maxwell
- Helmut Dantine : le prince Hugo
- Walter Slezak : Tantinin, le ministre des finances
- Steven Geray : Sebastian, le premier ministre
- Ludwig Stossel : le grand duc
- Lilia Skala : la grande duchesse
- Charles Dingle : Sénateur Brockway
- Emory Parnell : Sénateur Gallagher
- Percy Helton : Sénateur Wilkins
- Leon Belasco : le chef d'orchestre
- Oscar Beregi Jr. : le chambellan
- Nestor Paiva : Miccoli
- Sidney Marion : le propriétaire de la brasserie
- Richard Garrick : le juge de la Cour Suprême
- Walter Woolf King : le secrétaire d'Etat
- Olan Soule : le secrétaire de Maxwell
- John Wengraf : Ronchin
- Fritz Feld :  le vendeur de chapeaux
- Johnny Downs : le cameraman
- Lal Chand Mehra : le ministre de Magrador

## Récompenses et distinctions
- Le film a été présenté en sélection officielle en compétition au Festival de Cannes 1953[1].